# 西上浦村
西上浦村（にしかみうらむら）は、大分県南海部郡にあった村。現在の佐伯市の一部にあたる。

## 地理
佐伯湾奥の海岸部に位置していた

## 歴史
- 1889年（明治22年）4月1日、町村制の施行により、南海部郡狩生村、二栄浦、護江浦が合併して村制施行し、西上浦村が発足[1][2]。旧村名を継承した狩生、二栄浦、護江浦の3大字を編成[2]。
- 1941年（昭和16年）4月29日、南海部郡佐伯町、八幡村、大入島村と合併し、市制施行して佐伯市を新設して廃止された[1][2]。

## 産業
- 農業[3]、漁業[4]

## 交通

### 鉄道
- 1916年（大正5年）国有鉄道佐伯線（現日豊本線）開通[2]